# Viola von Cramon-Taubadel

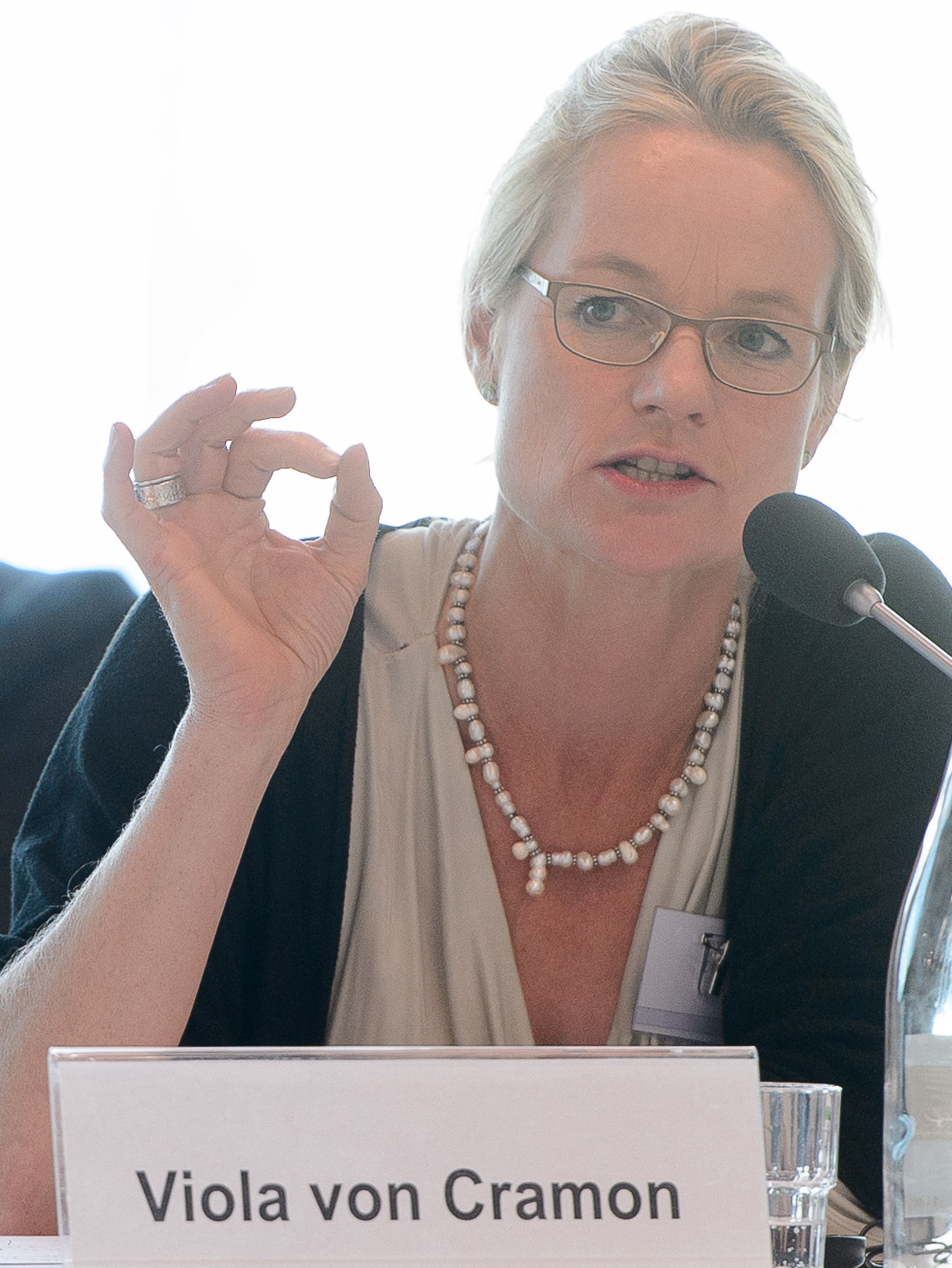
Viola von Cramon

Viola von Cramon-Taubadel, född Gehring 23 mars 1970 i Halle i Nordrhein-Westfalen, är en tysk politiker som är medlem av Förbundsdagen för Allians 90/De gröna.
Cramon Taubadel studerade jordbruksekonomi vid Rheinische Friedrich-Wilhelms-Universität i Bonn från 1997 och tog en examen i jordbruksteknik. Dessutom har hon studerats i England, Ryssland, Estland, Istanbul och USA. 1991 var hon en av grundarna av Apollo Association.
I Sverige är hon mest känd för att hon i Förbundsdagen krävde att svenska myndigheter utreder mordförsöket på Obid Nazarov och dess eventuella politiska kopplingar. 
Craumon-Taubadel är ledamot i Europaparlamentet sedan 2019. Hon är numera vice ordförande för delegationen till den parlamentariska samarbetskommittén EU–Ukraina. Dessutom är hon ledamot i utskottet för utrikesfrågor, delegationen till den parlamentariska stabiliserings- och associeringskommittén för EU–Serbien, delegationen till den parlamentariska samarbetskommittén EU-Ryssland samt delegationen till den parlamentariska församlingen Euronest och suppleant i budgetkontrollutskottet, utskottet för industrifrågor, forskning och energi, utskottet för kultur och utbildning, delegationen för förbindelserna med Japan och delegationen för förbindelserna med Folkrepubliken Kina.